# Mistrovství Afriky ve sportovní střelbě 2017
Mistrovství Afriky ve sportovní střelbě 2017 bylo nejvyšší kontinentální soutěží Afriky ve sportovní střelbě organizované ISSF, které se konalo v egyptské Káhiře od 19. dubna do 3. května 2017. Zúčastnilo se ho více než 150 střelců z 21 afrických států.

## Medailové pořadí států
|    | Země         | Zlatá medaile | Stříbrná medaile | Bronzová medaile | Celkem |
| -- | ------------ | ------------- | ---------------- | ---------------- | ------ |
| 1. | Egypt        | 22            | 15               | 12               | 49     |
| 2. | Tunisko      | 4             | 4                | 5                | 13     |
| 3. | Jižní Afrika | 3             | 4                | 4                | 11     |
| 4. | Maroko       | 1             | 2                | 1                | 4      |
| 5. | Senegal      | 0             | 3                | 3                | 6      |
| 6. | Keňa         | 0             | 2                | 5                | 7      |